# Rune Ludvigsson
Rune Ludvigsson, född den 6 oktober 1922 i Mariestad, död 2004 i Halmstad, var en svensk fotbollsspelare (målvakt). Han blev stor silvermedaljör för Halmstads BK 1955 och är inskriven i den svenska fotbollshistorien som allsvensk för fyra klubbar: Gårda BK, Hälsingborgs IF, IS Halmia och Halmstads BK.
Rune Ludvigsson debuterade i Allsvenskan för Göteborgsklubben Gårda BK 1943 och värvades, sedan Gårda BK lämnat Allsvenskan, 1943 till Hälsingborgs IF. Hans sejour i HIF blev kortvarig, då han redan efter fyra matcher råkade ut för ett armbrott och kom att ersättas av sedermera legendariske Kalle Svensson. 1944 debuterade han i stället i IS Halmia, och han spelade sedan allsvenskt sju säsonger i följd för denna klubb. Inför säsongen 1954-55 värvades han till Halmstads BK, där han spelade fram till och med 1958.
Rune Ludvigsson var mycket greppsäker, vilket förenat med hans utomordentliga räckvidd och spänst fick honom att dominera luftrummet. Han var dessutom en modern målvakt i den bemärkelsen att han högljutt och taktiskt skickligt dirigerade sitt försvar. Rune Ludvigsson var den förste att vinna Hallandspostens dribbler 1948. Han var internationell en enda gång, i en B-landskamp mot Norge 1947.

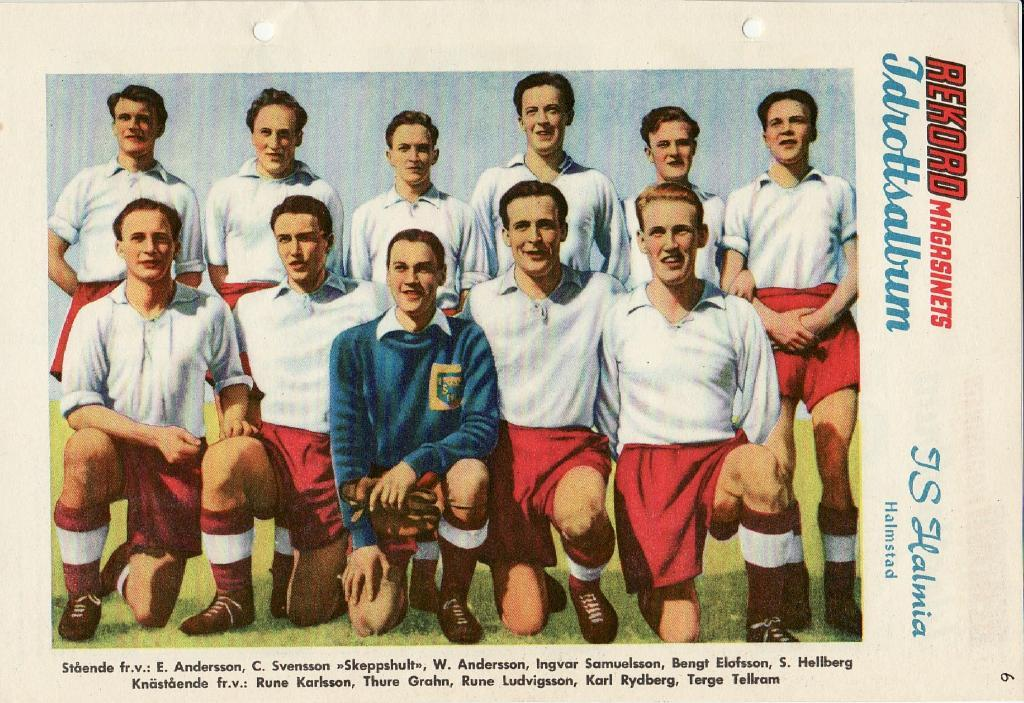
IS Halmia med Rune Ludvigsson som målvakt, den 27 maj 1950.